# The Son - Il figlio
The Son - Il figlio (The Son) è una serie televisiva western statunitense, basata sull'omonimo romanzo di Philipp Meyer. La serie è stata creata e sviluppata da Meyer, Brian McGreevy, e Lee Shipman. La prima stagione è stata trasmessa sul canale AMC a partire dall'8 aprile 2017. In Italia è andata in onda su Sky Atlantic dal 15 ottobre 2021 al 7 giugno 2022.

## Trama
L'influente magnate del bestiame e futuro petroliere Eli McCullough, rapito all'età di tredici anni dai Comanche e cresciuto per diventare uno spietato tiranno, lotta per relazionarsi con suo figlio mentre altre avversità minacciano il suo impero e la sua famiglia nel Texas.

## Episodi
| Stagione         | Episodi | Prima TV USA | Prima TV Italia |
| ---------------- | ------- | ------------ | --------------- |
| Prima stagione   | 10      | 2017         | 2021            |
| Seconda stagione | 10      | 2019         | 2022            |

## Personaggi e interpreti

### Principali
- Eli McCullough (stagioni 1-2), interpretato da Pierce Brosnan, doppiato da Luca Ward.
Proprietario terriero texano che comincia a interessarsi all'industria petrolifera.
- Eli McCullough (giovane) (stagioni 1-2), interpretato da Jacob Lofland, doppiato da Leonardo Caneva.
Noto tra gli indiani come Tiehteti Taiboo "Ragazzo bianco patetico".
- Pete McCullough (stagioni 1-2), interpretato da Henry Garrett, doppiato da Gianfranco Miranda.
Figlio minore di Eli.
- María García (stagioni 1-2), interpretata da Paola Núñez, doppiata da Emanuela Damasio.
Amica di infanzia di Pete che si rende complice di atti di violenza nel Texas meridionale.
- Pedro García (stagione 1), interpretato da Carlos Bardem, doppiato da Dario Oppido.
Capostipite della famiglia García in lotta con i McCullough.
- Toshaway (stagioni 1-2), interpretato da Zahn McClarnon, doppiato da Marco Baroni.
Capo tribù Comanche che adotta il giovane Eli come figlio dopo averlo rapito.
- Sally McCullough (stagioni 1-2), interpretata da Jess Weixler, doppiata da Valentina Mari.
Moglie di Pete.
- Phineas McCullough (stagioni 1-2), interpretato da David Wilson Barnes, doppiato da Stefano Benassi.
Figlio di Eli.
- Jeannie McCullough (stagioni 1-2), interpretata da Sydney Lucas, doppiata da Vittoria Bartolomei.
Nipote di Eli e figlia di Pete, che diventa una figura chiave dell'attività di famiglia.
- Niles Gilbert (stagioni 1-2), interpretato da James Parks, doppiato da Luigi Ferraro.
Proprietario di un bar.
- Fiore della Prateria (stagioni 1-2), interpretata da Elizabeth Frances, doppiata da Joy Saltarelli.
Ex membro della tribù dei Penateka, inizia una relazione segreta con il giovane Eli.
- Charles McCullough (stagione 2, ricorrente stagione 1), interpretato da Shane Graham.
Figlio maggiore di Pete e Sally.
- Ingrid (stagione 2, ricorrente stagione 1), interpretata da Kathryn Prescott, doppiata da Isabella Benassi.
Ragazza tedesca rapita dai Comanche.

### Ricorrenti
- Jonas McCullough (stagioni 1-2), interpretato da Caleb Burgess.
Figlio minore di Pete e Sally.
- Neptune (stagione 1), interpretato da J. Quinton Johnson.
- Carica il Nemico (stagione 1), interpretato da Tatanka Means.
Guerriero Comanche.
- Jeannie McCullough (anziana) (stagione 2), interpretata da Lois Smith, doppiata da Lorenza Biella.
Nel Texas del 1988 ha 85 anni e tre figli ed è la nuova proprietaria dopo la morte di Eli.
- Matthew Wentworth (stagione 2), interpretato da David Sullivan, doppiato da Francesco De Francesco.
Capitano della Texas National Guard.
- Ulises Gonzales (stagione 2), interpretato da Alex Hernandez.
Immigrato clandestino messicano e nuovo stalliere di Jeannie nel Texas del 1988.
- Eugene "Buddy" Monahan (stagione 2), interpretato da Jeremy Bobb, doppiato da Francesco Cavuoto.
Petroliere e nuovo avversario dei McCullough.

## Produzione
Originariamente, Sam Neill doveva interpretare Eli, ma ha abbandonato il progetto per problemi personali; al suo posto venne scelto Pierce Brosnan. La produzione della serie è iniziata nel giugno 2016. Il 12 maggio 2017 la serie è stata rinnovata per una seconda stagione.